# 哈德尼格科格爾山
46°40′51″N 15°07′42″E / 46.680888°N 15.128377°E
哈德尼格科格爾山（德語：Haderniggkogel），是奧地利的山峰，位於該國東南部，由施泰爾馬克州負責管轄，屬於科拉爾佩山的一部分，海拔高度1,368米，每年平均降雨量1,546毫米。